# Жук, Александр Борисович
Алекса́ндр Бори́сович Жук (13 октября 1922, Умань, Киевская губерния, УССР — 18 февраля 2002, Москва, Российская Федерация) — советский и российский художник-иллюстратор, историк оружия. Заслуженный работник культуры РСФСР (1975)
Выпускник Московского областного художественного училища памяти 1905 года. Работал художником в издательстве «Воениздат», затем в Управлении вещевого снабжения Министерства обороны СССР.

## Справочник по стрелковому оружию
Основным трудом Александра Борисовича Жука стал справочник по стрелковому оружию, в котором были собраны сведения о ручном стрелковом оружии (кроме ручных пулемётов) со времени появления унитарных патронов до 1980-х годов.
Изначально справочник был издан в двух книгах:
- Жук А. Б. Револьверы и пистолеты. М.: Воениздат, 1983;
- Жук А. Б. Винтовки и автоматы. М.: Воениздат, 1987.

Раздел о пистолетах-пулемётах уже был в содержании второй книги, но не был вынесен в её заголовок.
В 1992 году справочник был впервые переиздан как единая книга:
- Жук А. Б. Стрелковое оружие. Револьверы, пистолеты, винтовки, пистолеты-пулеметы, автоматы. М. : Воениздат, 1992

В дальнейшем, справочник пополнялся информацией и несколько раз переиздавался. В общей сложности, разные варианты справочника были изданы в 17 странах; общий тираж книг превышает 2 млн экземпляров.

## Разработка эскизов государственных и ведомственных наград

Орден Дружбы народов (СССР)

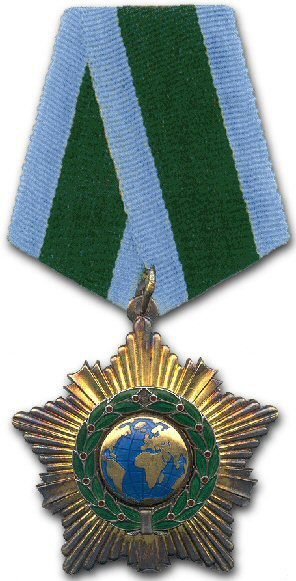
Орден Дружбы (Россия)

Автор эскизов орденов, медалей и нагрудных знаков:
- Орден Дружбы народов (СССР);
- Орден Дружбы (Россия);
- Орден «За личное мужество»
- Юбилейная медаль «50 лет Вооружённых Сил СССР»;
- Юбилейная медаль «70 лет Вооружённых Сил СССР»;
- Медаль «За отличие в воинской службе»;
- Медаль «За укрепление боевого содружества»;
- Знак «25 лет победы в Великой Отечественной войне»;
- Знаки «Чемпионат Вооружённых Сил СССР» I, II, III место;
- Знак «За дальний поход. Океан»;
- Знак «Патруль»;
- Знак «Инспектор ВАИ».

Доработал:
- Знак «За боевое траление»;
- Знак «За разминирование»;
- Знак «Военный летчик — снайпер»;
- Знак «Военный штурман — снайпер».

## Прочие работы
По собственным словам, в 1941 году разработал проект самозарядной винтовки. Дизайнер револьвера для космонавтов «Марс» (в серию не запущен).
Автор изначально бордового (малинового) берета для советских воздушных десантников.

## Награды и звания
- Орден Дружбы (11 мая 1995 года) — за высокие достижения в области художественного оформления военной исторической и технической литературы и разработку отечественных знаков отличия[7]
- Орден Отечественной войны II степени (1985)
- Заслуженный работник культуры РСФСР (27 января 1975 года) — за заслуги в области советской культуры[8]
- Премия имени С. И. Мосина